# Escala MELD
A escala MELD ou Modelo para Doença Hepática Terminal, do inglês Model for End-Stage Liver Disease, é um sistema de pontuação que quantifica a urgência de transplante hepático em pacientes maiores de 12 anos (ver PELD).
Ela utiliza os valores do paciente de bilirrubina sérica, creatinina sérica e índice internacional normalizado (INR) para predizer sobrevida. Este sistema também é utilizado para priorizar a alocação dos pacientes para transplantes hepáticos. 
É calculado de acordo com a seguinte fórmula:
MELD = 3,78[Ln bilirrubina sérica (mg/dL)] + 11,2[Ln INR] + 9,57[Ln creatinina sérica (mg/dL)] + 6,43
Obs: Ln = Logaritmo natural

## Interpretação
Na interpretação da escala MELD em pacientes hospitalizados, a mortalidade em 3 meses é:
- 40 ou mais — 100% de mortalidade
- 30–39 — 83% de mortalidade
- 20–29 — 76% de mortalidade
- 10–19 — 27% de mortalidade
- <10 — 4% de mortalidade